# Universitätsbibliothek Paderborn
Die 1972 gegründete Universitätsbibliothek Paderborn hat die Aufgabe, die Forschung, Lehre und Studium der Universität Paderborn mit wissenschaftlicher Literatur und Information zu versorgen. Zu diesem Zweck baut sie lokale Informationsbestände auf, bietet Zugriff auf weltweit vorhandene für die Hochschule relevante Information, sorgt für Zugänglichkeit und Lieferung benötigter Dokumente und fördert durch Beratung und Schulung die Kompetenz zur Informationsnutzung und
zum elektronischen Publizieren.
Mitten auf dem Campus gelegen, versteht sie sich als zentraler Ort des Arbeitens und Lernens der Universität.
Die elektronischen, gedruckten und anderen von der UB bereitgestellten Informationsmedien sind in ihrem auf modernen Suchmaschinentechnologien basierenden (ElasticSearch), selbstentwickelten Katalog nachgewiesen.
Für die Mitglieder der Universität stellt sie über ihren Publikationsservice eine Möglichkeit zum elektronischen Veröffentlichen (Open Access) bereit. Sie verfügt über ein Digitalisierungszentrum, in dem die UB unter Beachtung der rechtlichen Rahmenbedingungen historische Literatur digitalisiert und – gemeinsam mit den Open-Access-Publikationen der Universität – zur Nutzung im Internet bereitstellt.
In dem bis 2015 existierenden nationalen Bibliotheksranking Bibliotheksindex für Wissenschaftliche Bibliotheken (BIX-WB) erreichte sie durchgehend sehr gute Plätze. Einen der vordersten Plätze aller Universitätsbibliotheken in Deutschland belegte sie bezüglich ihres Bestands an elektronischen Medien. Zudem ist sie für ihre langen Öffnungs- und Ausleihzeiten bekannt.
Nachdem die Bibliothek bereits im Jahr 2013 um einen neuen Lesesaal erweitert wurde, wurde 2019 das Lern- und Bibliothekszentrum erbaut, welches über eine Brücke an die Bibliothek angebunden wird.
Leitender Bibliotheksdirektor ist seit 2002 Dietmar Haubfleisch, Nachfolger des ersten Direktors Klaus Barckow. 